# Baronía de Valdeolivos
La baronía de Valdeolivos es un título nobiliario español oriundo de la localidad oscense de Fonz. Creado por el rey Carlos III, el 19 de agosto de 1765, a favor de Pascual Antonio Ric y Exea. Los Ric fueron carlanes de Aguilar, señores de la Bujeda y de la Torre de Aguilar. En Fonz aún subsiste la Casa Ric, casa solariega del linaje que la IX baronesa donó al Gobierno de Aragón y a la Fundación barones de Valdeolivos junto con todo el patrimonio material y el archivo que fundó su padre, Francisco Otal y Valonga.

## Armas
Las armas heráldicas consisten en escudo cuartelado: cuarteles primero y cuarto de oro con una cruz floreteada de gules; segundo y tercer cuartel de azur con unos crecientes de plata, a lo que los Otales añadirán sobre el todo y en campo de oro los cuatro bastones de gules de Aragón y una corona brochante.

## Barones de Valdeolivos
|                                      | Titular                               | Periodo                              |
| Creado en 1765 por el rey Carlos III | Creado en 1765 por el rey Carlos III  | Creado en 1765 por el rey Carlos III |
| ------------------------------------ | ------------------------------------- | ------------------------------------ |
| I                                    | Pascual Antonio Ric y Exea            | 1765-1778                            |
| II                                   | Miguel Esteban Ric y Pueyo de Urriés  | 1778-1809                            |
| III                                  | Pedro María Ric y Montserrat          | 1809-1831                            |
| IV                                   | María del Pilar Ric y Azlor           | 1831-1855                            |
| V                                    | Ramón José Otal y Ric                 | 1855-1900                            |
| VI                                   | Francisco Otal y Valonga              | 1900-1954                            |
| VII                                  | María del Carmen Otal y Martí         | 1954-1995                            |
| VIII                                 | María de las Mercedes Otal y Martí    | 1995-2000                            |
| IX                                   | María Concepción Otal y Martí         | 2001-2015                            |
| X                                    | Miguel Ángel Fuster y Gómez del Campo | 2020-                                |

## Historia de los barones de Valdeolivos

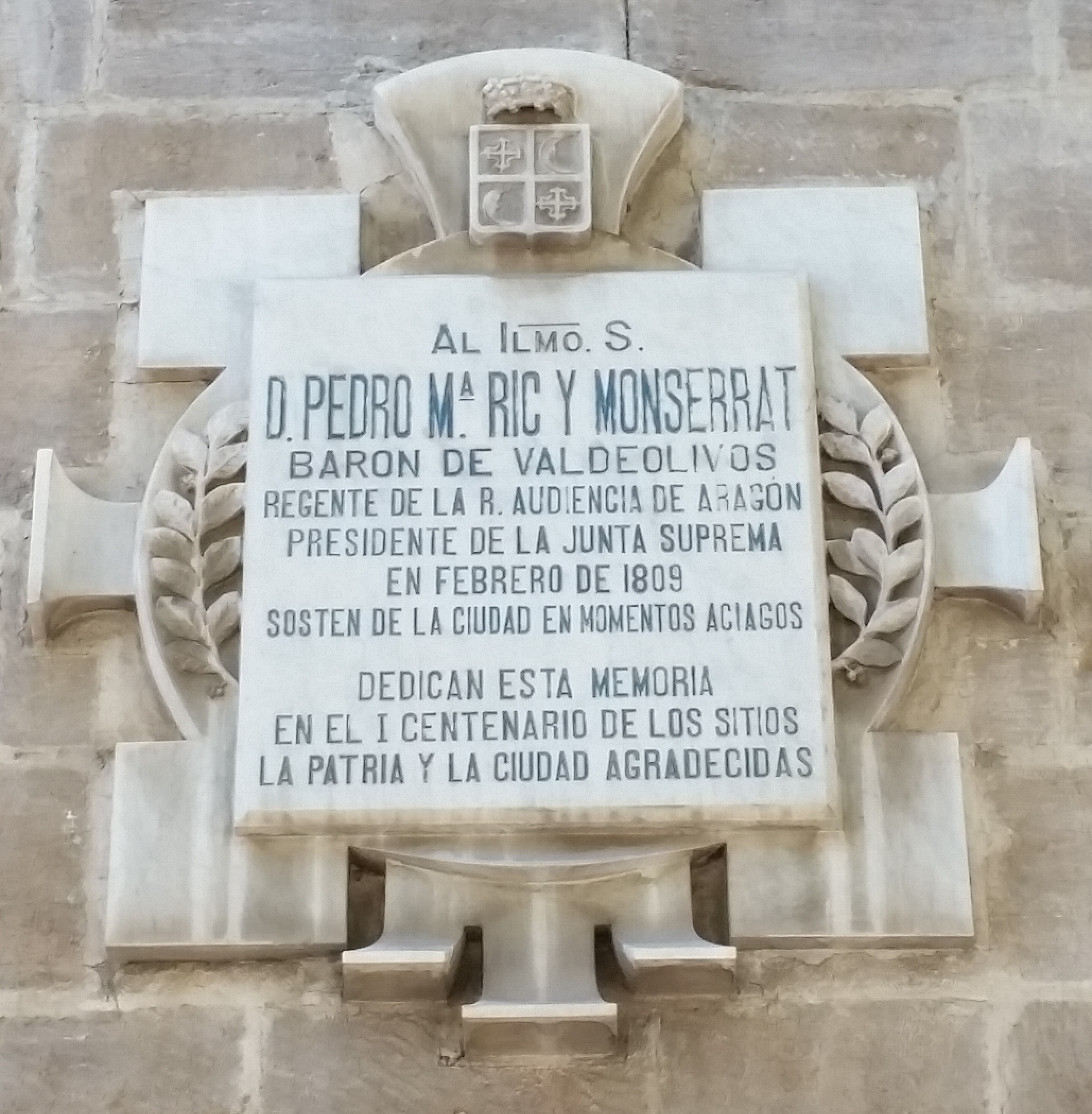
Placa dedicada a Pedro María Ric y Monserrat en Zaragoza

- Pascual Antonio Ric y Exea  (11 de mayo de 1707-1778), I barón de Valdeolivos, noble aragonés, caballero de la Orden de Calatrava.[2]

Casó con María Francisca Pueyo y Urríes, hija de Jerónimo de Pueyo y Garcés –hijo de Gabriel de Pueyo y Arén y Dionisia Garcés y la Sierra– y Eulalia de Urriés Ruiz de Castilla y Cavero, señora de Nisano –hija de Diego de Urriés Ruiz de Castilla y Costas, señor de Nisano y Josefa Cavero de Ahones y Cajal–. Le sucedió su hijo:
- Miguel Esteban Ric y Pueyo de Urriés (3 de agosto de 1740-1809), II barón de Valdeolivos.[2]

Casó con Ana Monserrat y Ustariz. Le sucedió su hijo:
- Pedro María Ric y Monserrat  (24 de septiembre de 1766- 29 de marzo de 1831), III barón de Valdeolivos.[2]

Casó con María de la Consolación de Azlor y Villavicencio, condesa viuda de Bureta. Fue regente de la Real Audiencia de Aragón, diputado por Aragón en las Cortes de Cádiz, y rector de la Universidad de Huesca. Él y la condesa desempeñaron un papel importante durante la Guerra de la Independencia. Le sucedió su hija:
- María del Pilar Ric y Azlor (n. 1800), IV baronesa de Valdeolivos.

Le sucedió su hijo:
- Ramón José Otal y Ric (26 de enero de 1840-9 de septiembre de 1900), V barón de Valdeolivos,[2] era el hermano mayor del diplomático Enrique Otal y Ric.

Casó con Francisca Valonga y Castillón y le sucedió su hijo:
- Francisco Otal y Valonga (Fonz, 17 de agosto de 1876-1954),[3] VI barón de Valdeolivos- asesor de la Real Maestranza de Caballería y académico de la Real Academia de Nobles y Bellas Artes de San Luis de Zaragoza.[7]

Contrajo matrimonio con Fuensanta Martí y Lamich y le sucedieron su hijas, ya que en la guerra civil falleció su único hijo varón, José María de Otal y Martí.
- María del Carmen Otal y Martí VII baronesa de Valdeolivos.[3] Sucedió en el título el 21 de enero de 1959.

Casó con Manuel Giménez Albacete y le sucedió su hermana el 27 de enero de 2003 ya que no tuvo descendencia:
- María de las Mercedes Otal y Martí VIII baronesa de Valdeolivos.[3]

Soltera, sucedió su hermana:
- María Concepción Otal y Martí (Lérida, 1913-21 de 2015),[3] IX baronesa de Valdeolivos,[8][4]

- Miguel Ángel Fuster y Gómez del Campo, X barón de Valdeolivos.[9]